# Лидарская, Изольда Александровна
Изольда Александровна Лидарская (род. 1933) — советская и российская актриса, заслуженная артистка России (1992).

## Биография
Изольда Лидарская родилась 1 мая 1933 года в Сталинграде в семье актрисы театра музыкальной комедии Лидии Лидарской и дирижёра Александра Керна.
Окончила педагогический институт, затем училась в филиале школы-студии МХАТ при Оренбургском театре драмы им. М. Горького, играет на сцене театра с 1958 года.

## Признание и награды
- Заслуженный артист Российской Федерации (31 декабря 1992) — за заслуги в области искусства[1]
- Благодарность Министра культуры и массовых коммуникаций Российской Федерации (30 августа 2006 года) — за многолетний плодотворный труд, значительный вклад в развитие театрального искусства Оренбуржья и в связи с 150-летием со дня основания Оренбургского государственного областного драматического театра им. М.Горького[6].
- Премия областной администрации «Лучшая актёрская работа года» за роль Софьи Ивановой в спектакле «Пока она умирала» по пьесе Надежды Птушкиной (1999)[3]
- Премия администрации Оренбурга «Кумир» за выдающиеся заслуги в области театрального искусства (2001)
- Лауреат премии Оренбургского отделения СТД РФ «Лицедей» за исполнении роли Сталины Егоровны в спектакле по пьесе П. Г. Рыкова «Гибель Пеклевановска» (2008)

## Творчество

### Роли в театре

#### Оренбургский областной драматический театр имени М. Горького
- «Иркутская история» А. Н. Арбузова — Лариса[5]
- «День свадьбы» В. С. Розова — Нюрка[5]
- «Дамский портной» Ж. Фейдо — Мадам Эгревиль[3]
- 2005 — «Три сестры» А. П. Чехов. Режиссёр: Рифкат Исрафилов — Анфиса
- 2009 — «Очень простая история» М. Ладо. Режиссёр: Рифкат Исрафилов — Лошадь
- 2009 — «Бесталанная» Карпенко-Карого. Режиссёр: Рифкат Исрафилов — Явдоха
- 2009 — «Невидимый любовник» Вальтер Газенклевер. Режиссёр: Рифкат Исрафилов — Дама
- «Прощальная гастроль князя К.» по повести «Дядюшкин сон» Ф. М. Достоевского. Режиссёр: Анатолий Морозов — Фелисата Михайловна
- «Гибель Пеклевановска» П. Г. Рыкова — Пеклеванова